# 133e régiment d'infanterie (France)
Pour les articles homonymes, voir 133e régiment.
Le 133e régiment d'infanterie (133e RI), appelé Le régiment des Lions, est un régiment d'infanterie de l'Armée de terre française créé sous Napoléon Ier à partir du 2e régiment pénal de la Méditerranée en 1812. Disparu de 1814 à 1873, il combat ensuite lors de la Première et de la Seconde Guerre mondiale.

## Création et différentes dénominations
- 1811 : création du 2e régiment pénal de la Méditerranée.
- 1812 : devient le 133e régiment d'infanterie de ligne pour la campagne de Russie
- 1814 : licencié à la Restauration
- 1873 : renaissance du 133e régiment d'infanterie de ligne
- 1887 : renommé 133e régiment d'infanterie
- 1923 : dissolution du 133e RI avec tous les corps de sa division
- 1939 : création du 133e régiment d'infanterie de forteresse
- 1940 : dissolution
- 1963 : renaissance du 133e régiment d'infanterie divisionnaire, en tant que régiment de réserve
- 1998 : le 133e RI est de nouveau dissous

## Colonels/chef de brigade
- 1811 : Colonel Lamotte.
- 1812 : Colonel Menu de Menil.
- 1813 : Colonel Bussière.

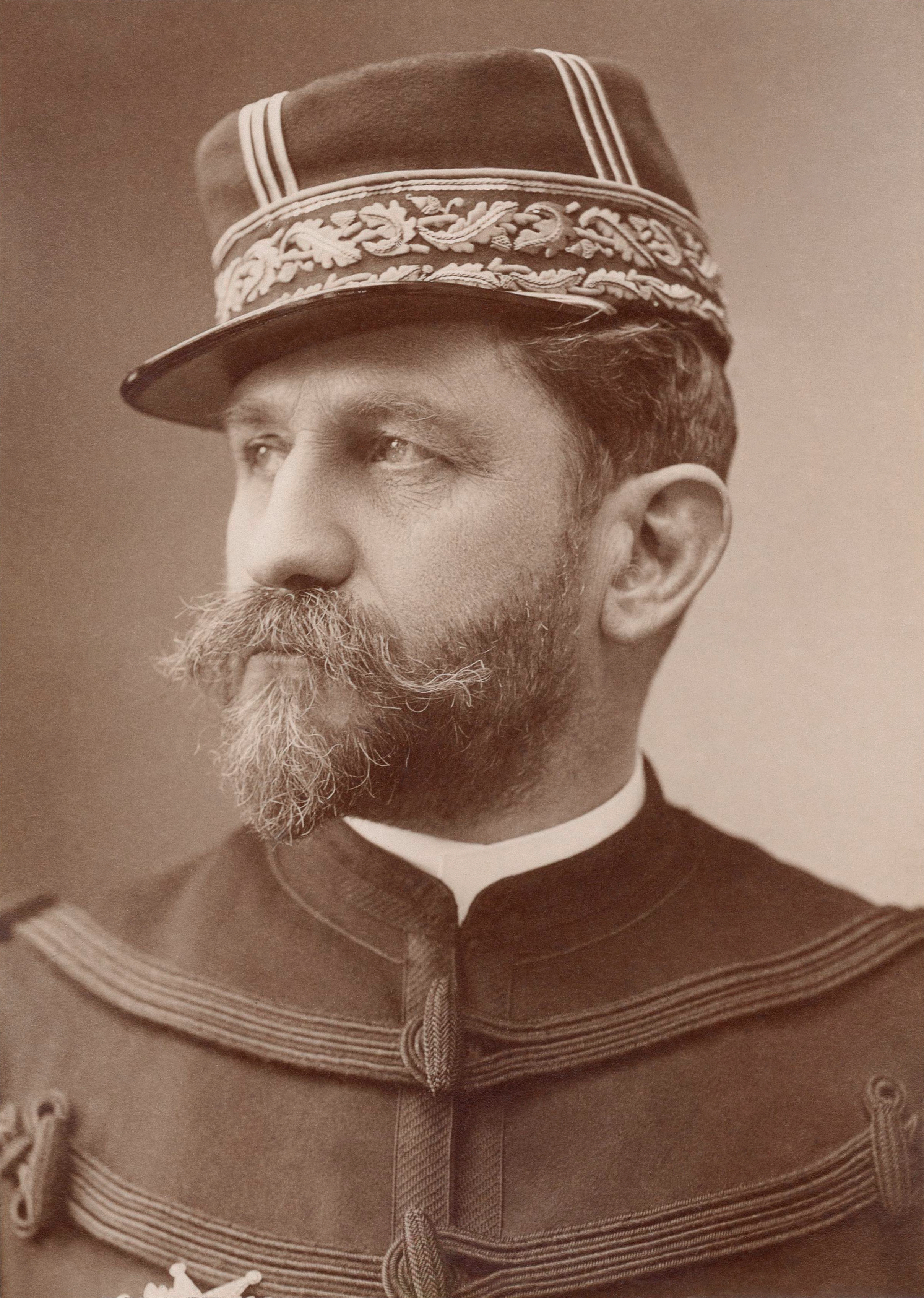
Le général Boulanger par Nadar.

- De 1875 à 1880 : Colonel Boulanger (futur général et homme politique).
- ? : Colonel Clément (promu général en 1885).
- 1885 : Colonel Chardin.
- 1887 : Colonel Bernard.
- 30 décembre 1900 - 16 mars 1901 : Colonel Amédée-Léon-Auguste Nicolas (passera au 113e RI ensuite).
- 1904 : Colonel P.L. Treymüller.
- 27 septembre 1906 - 23 mars 1911 : Colonel Marie-François Ganeval (général en 1911).
- 1914 : Colonel Dutreuil.
- 1914 : Lieutenant-colonel Dayet[1].
- 1915 : Lieutenant-colonel Baudrand.
- 1917 : Lieutenant-colonel Kiffer.
- 1940 :  Colonel Bertrand.

## Historique des garnisons, combats et batailles du133eRI de ligne
- Elle ne cite pas suffisamment ses sources. Vous pouvez indiquer les passages à sourcer avec {{référence nécessaire}} ou {{Référence souhaitée}}, et inclure les références utiles en les liant aux notes de bas de page. (Marqué depuis avril 2022)
- Certaines informations devraient être mieux reliées aux sources mentionnées dans la bibliographie ou les liens externes. Améliorez sa vérifiabilité en les associant par des références. (Marqué depuis avril 2022)
- Elle contient une ou plusieurs listes. Le texte gagnerait à être rédigé sous la forme d’un ou plusieurs paragraphes synthétiques, afin d’être plus agréable à lire. (Marqué depuis avril 2022)

### Révolution et Empire

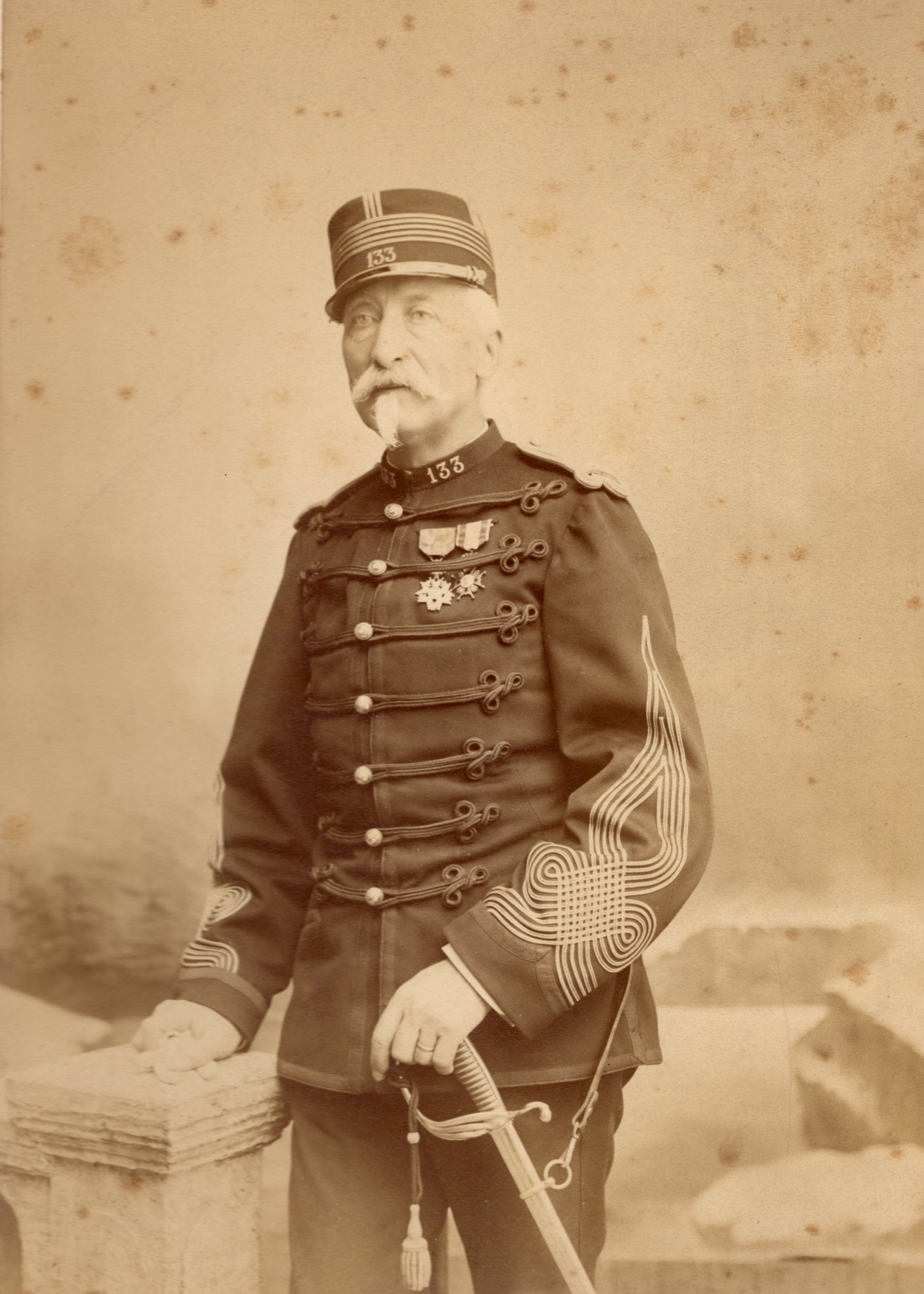
Le colonel Chardin, commandant du de 1885 à 1887

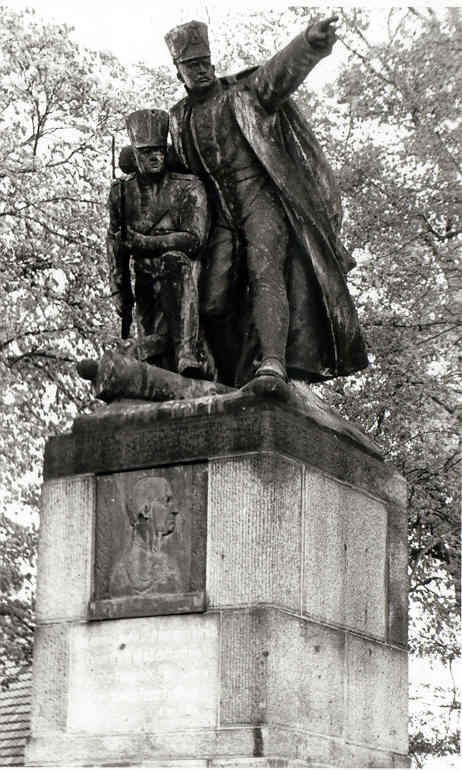
Le Mémorial de la bataille à Dennewitz.

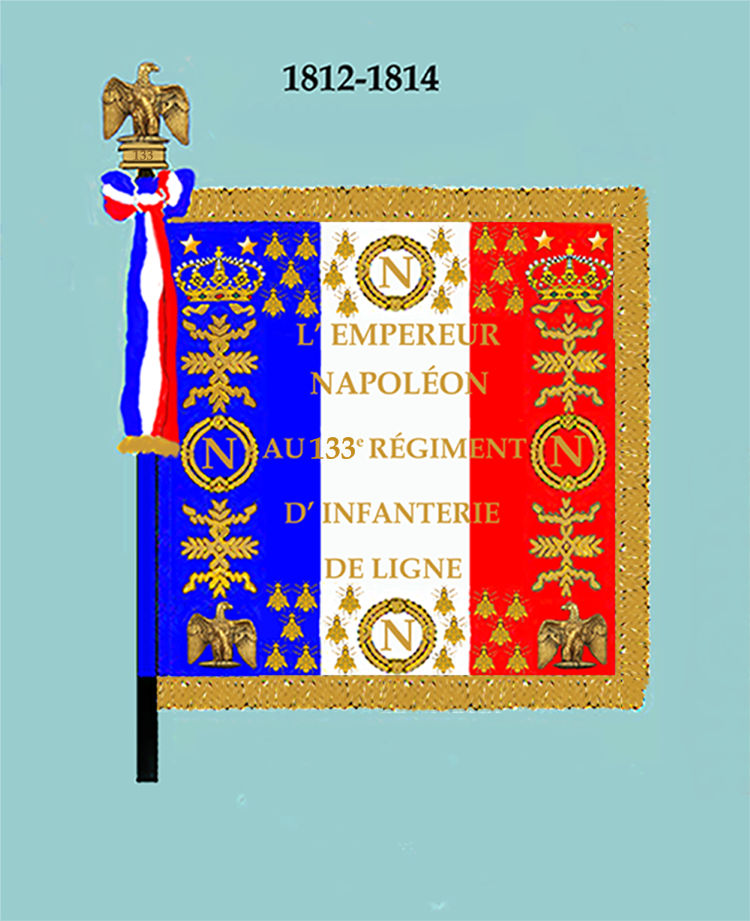
Drapeau modèle de 1812 (avers)
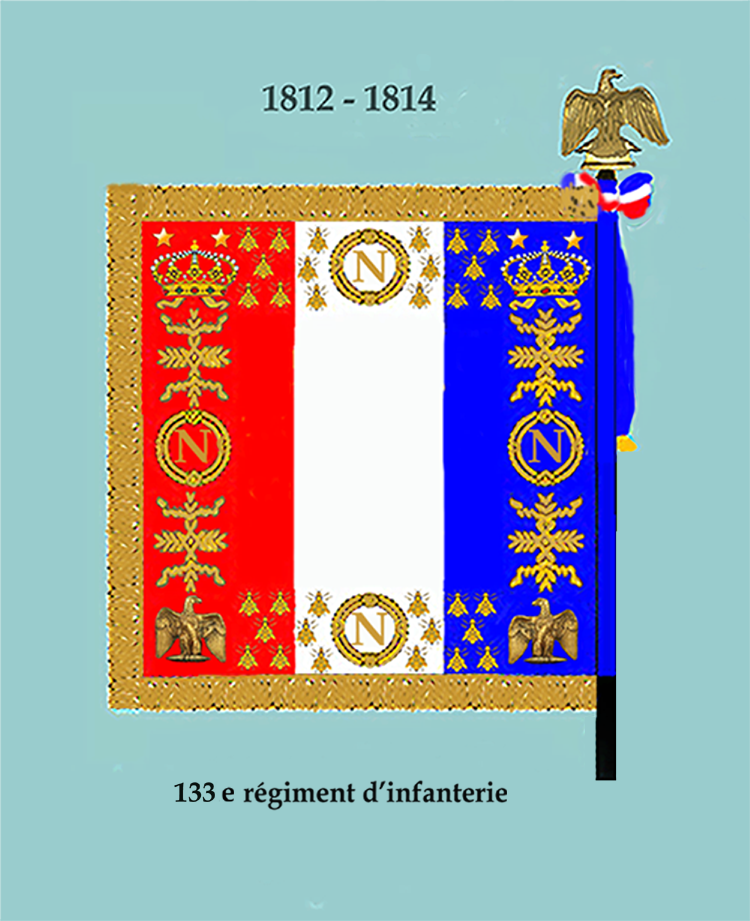
Drapeau modèle de 1812 (revers)

- 1812 : campagne de Russie au sein de la 32e division d'infanterie du Général Durutte, intégrée au 9e corps d'armée : 
  - défense du pont de Wolkovisk, le 13 novembre 1812. Parmi ses cadres figurait le capitaine Joseph Bernelle, futur organisateur de la Légion étrangère.
- 1813 : Campagne d'Allemagne  toujours au sein de la 32e division d'infanterie, intégré au 7e corps d'armée : 
  - bataille de Kalisch,
  - bataille de Bautzen,
  - bataille de Gross-Beeren,
  - bataille de Dennewitz,
  - 16-19 octobre : Bataille de Leipzig?
  - bataille de Hanau.
- 1814 : 
  - bataille de Modlin,
  - bataille de Landau,
  - bataille de Torgau.

Le régiment est licencié à la Seconde Restauration. Son numéro reste vacant jusqu'en 1873.
Colonels blessés durant leur commandement
- 6 septembre 1813 : Colonel Menu de Menil, blessé

Officiers tués et/ou blessés en service durant la période (1811-1814):
- Officiers tués : 10
- Officiers morts des suites des blessures : 2
- Officiers blessés : 31

### De 1873 à 1914
Le 133e régiment d'infanterie de ligne est recréé par décret en date du 29 septembre 1873 à partir d'éléments divers pris dans des :
- éléments du 21e régiment d'infanterie de ligne
- éléments du 23e régiment d'infanterie de ligne
- éléments du 35e régiment d'infanterie de ligne
- éléments du 42e régiment d'infanterie de ligne
- éléments du 44e régiment d'infanterie de ligne
- éléments du 60e régiment d'infanterie de ligne
- éléments du 109e régiment d'infanterie de ligne

Il appartient alors à la 27e brigade de la 14e division d'infanterie, puis il passe en 1875 à la 25e brigade de la 13e division d'infanterie.
Lors de la réorganisation des corps d'infanterie de 1887, le 1er bataillon forme le 161e régiment d'infanterie.

En 1914, le régiment est caserné à Belley, fort de Pierre-Châtel, au fort des Rousses et au fort l'Écluse.

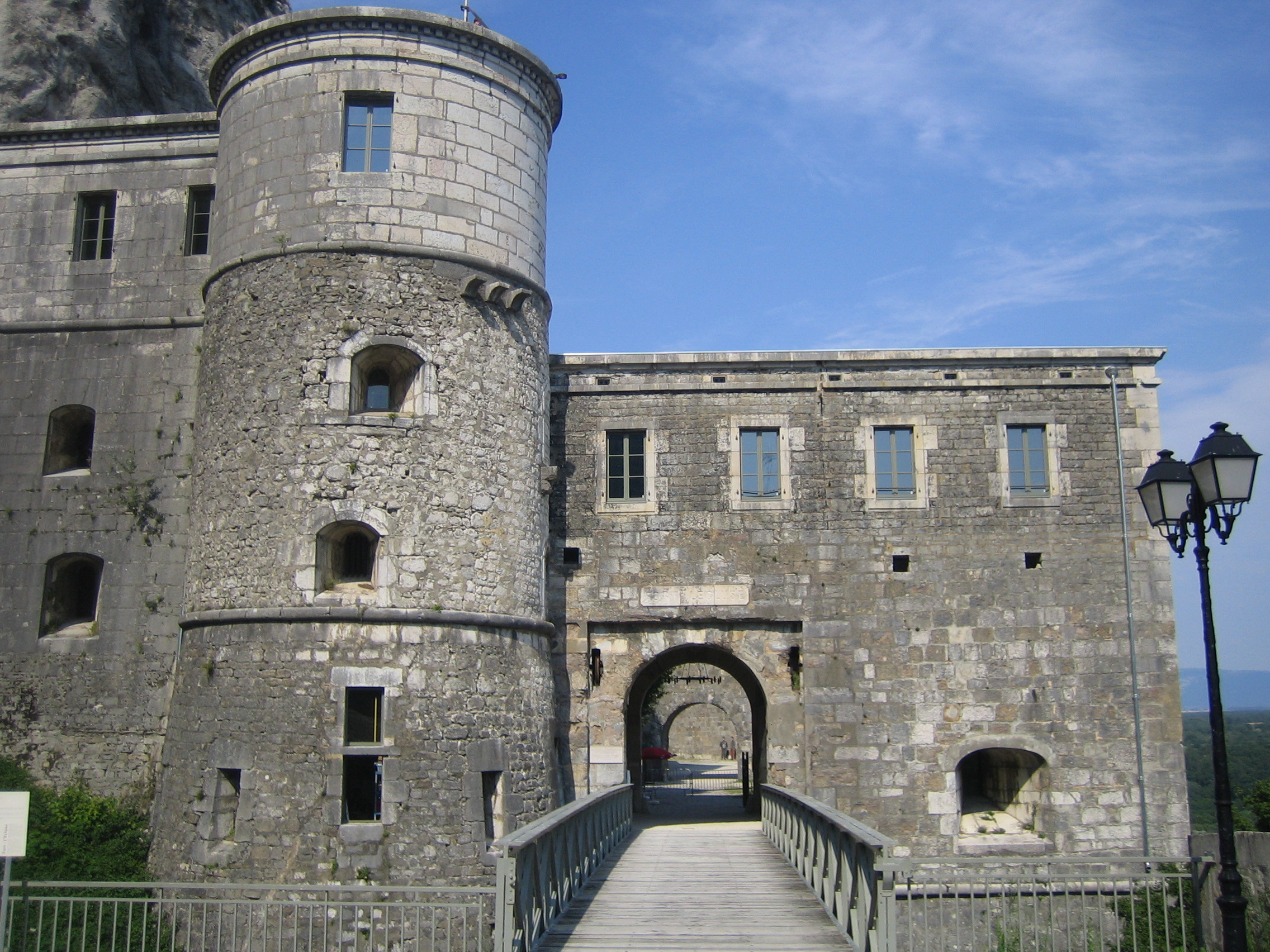
Fort l'Écluse.
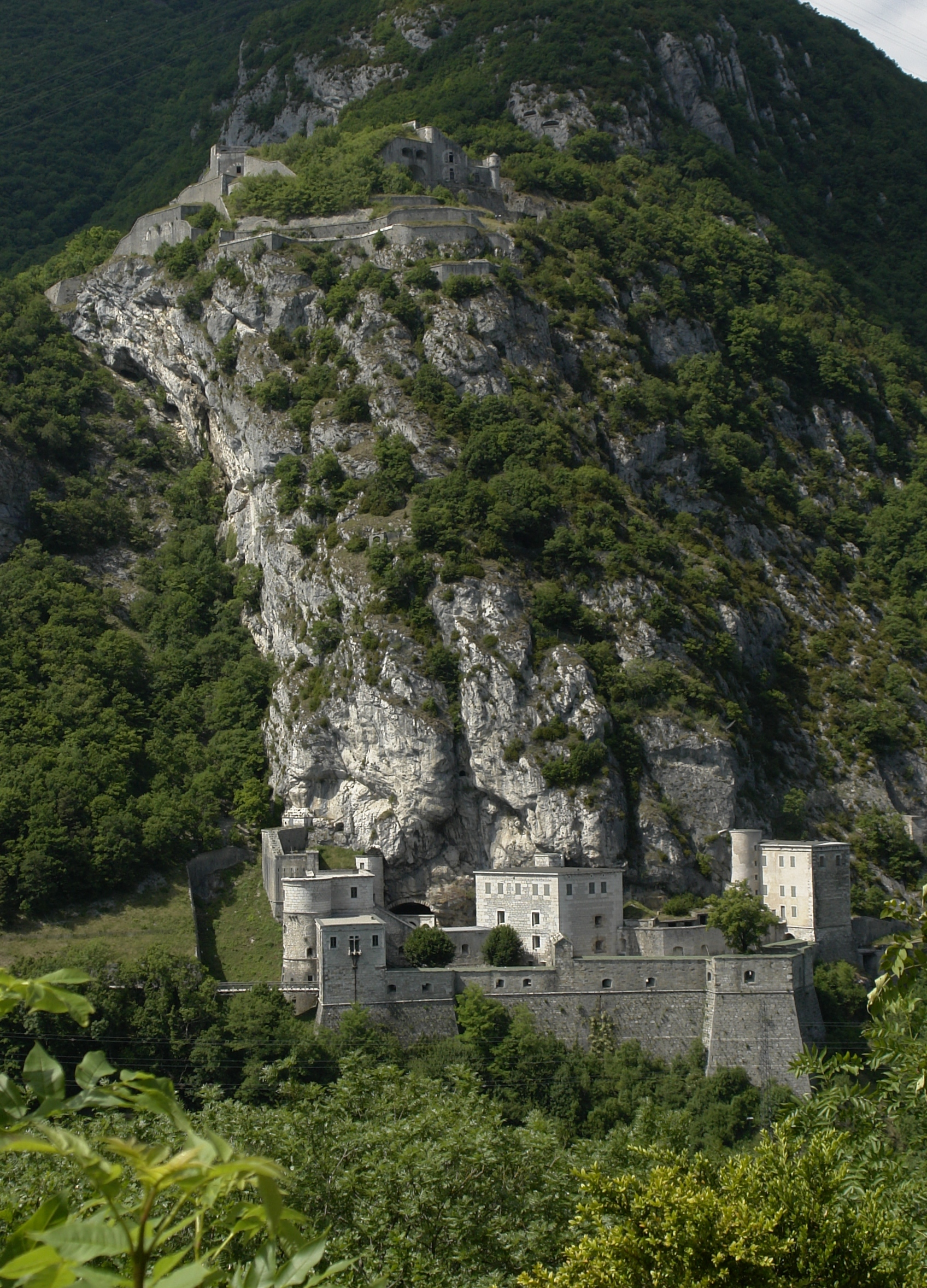
Fort l'Écluse.
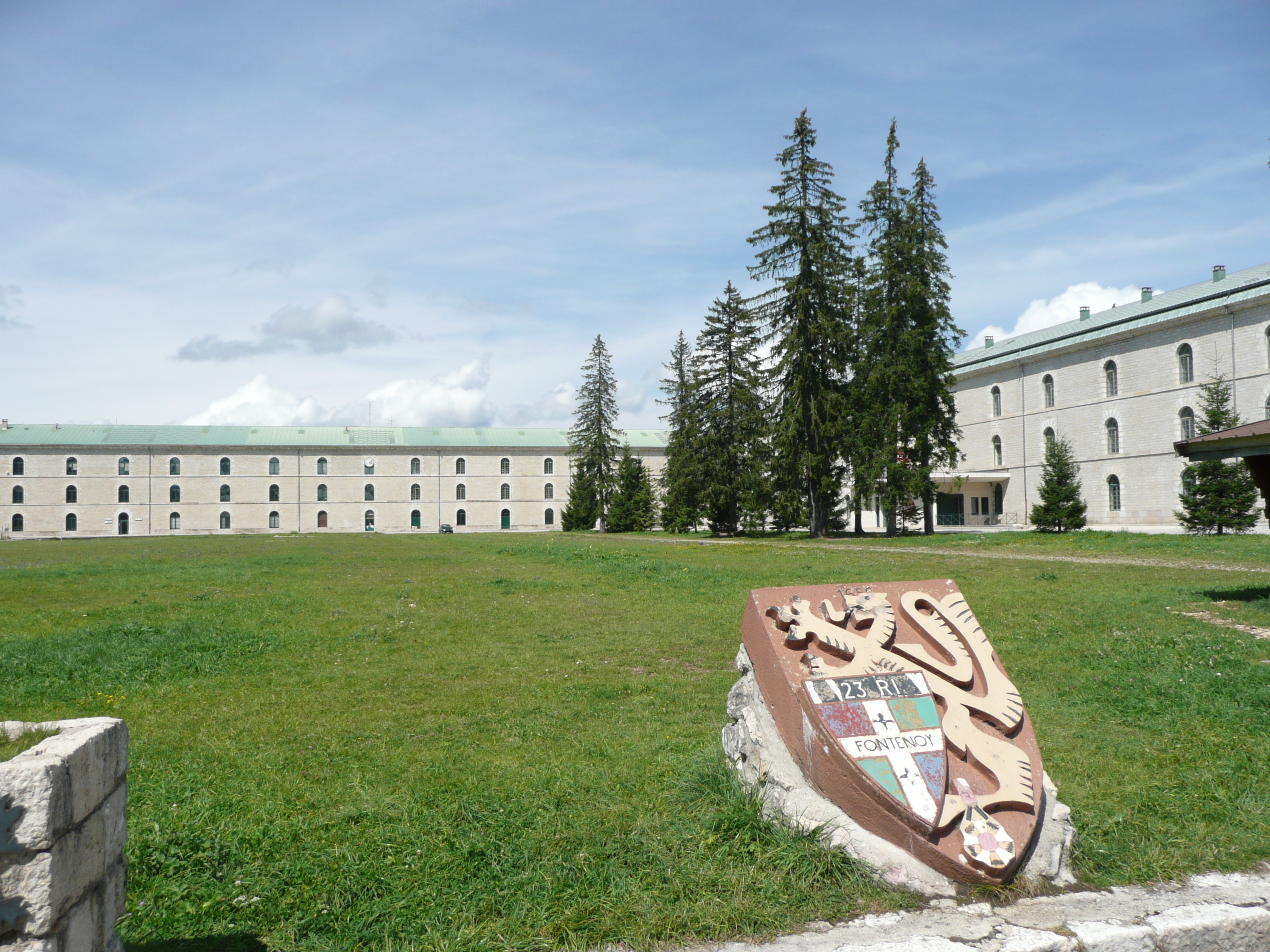
Fort des Rousses.

### Première Guerre mondiale

#### Affectation
- 82e brigade d'infanterie. Colonel Coste.
- 41e Division d'Infanterie d'août 1914 à novembre 1918.
- 23e Division d'Infanterie de juin à septembre 1917.
- 7e corps d'armée. Général Bonneau.

#### 1914
- Alsace, Vosges, Saulcy-sur-Meurthe, près de deux mille hommes sont hors de combat en 10 jours.

#### 1915

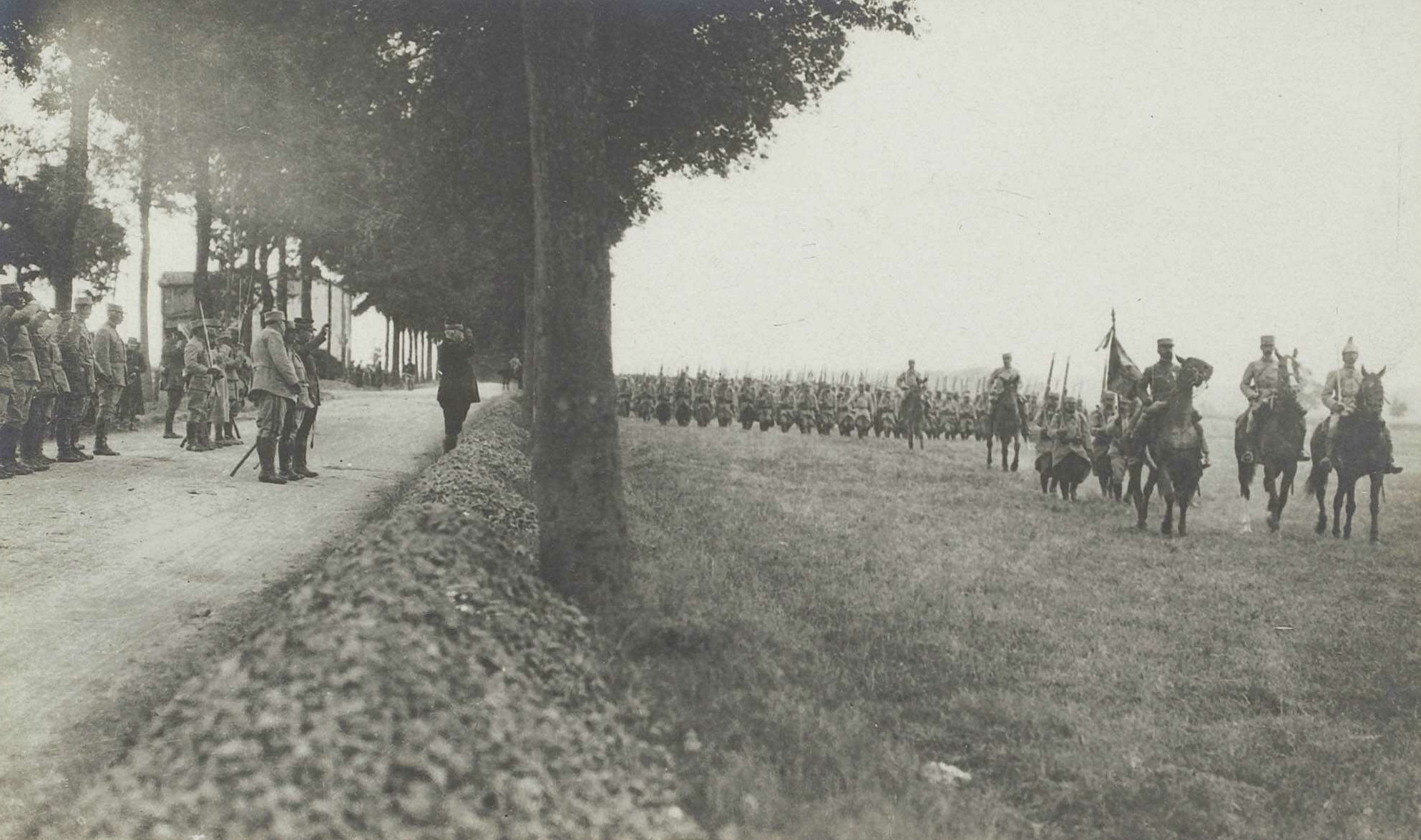
Le défile devant le général Joffre, Robache (Vosges), 13/7/1915.

* 29 janvier 1915 : Mort du lieutenant-colonel Dayet tué à La Fontenelle (front des Vosges)
- Mars : le dépôt du 133e RI forme une compagnie du 414e régiment d'infanterie.
- Vosges (toute l'année).
- Prise de la côte 830 le 15 juin 1915 à Metzeral par le commandant Charles Barberot

#### 1916
- Vosges, Ban-de-Sapt, La Chapelotte, Bataille de la Somme (juillet à septembre), Fargny, Curlu, ferme de Monacu, ouvrage de Tatoï, bois de Riez, tranchées des Canthatises…

#### 1917
- Aisne, Champagne, Verdun (novembre).

##### Mutineries
La 82e brigade d'infanterie, composée des 23e et 133e régiment d'infanterie qui, depuis plus de deux ans et demi, « s'était conduit de la façon la plus héroïque », connu un mouvement de mutinerie démarré le 1er juin 1917.
« Les manifestants réclamaient le repos qui, soi-disant, leur était dû, se refusant absolument à remonter aux tranchées, disant qu’on les avait assez bernés et qu’ils n’avaient plus aucune confiance en la parole des généraux. Cependant ils assuraient que si le repos de 45 jours promis leur était donné, ils ne  se refuseraient plus ultérieurement à relever les camarades. Le mouvement gagnant peu à peu d’intensité jusqu’à quinze heures sur place, à ce moment une colonne de manifestants portant le drapeau rouge et chantant L'Internationale tentait de gagner Ville-en-Tardenois. »
Les sanctions furent sévères. Beaucoup d'officiers (22 sur 37) furent envoyés dans d'autres régiments et séparés des soldats avec lesquels ils avaient combattu. Le régiment fut privé de l'honneur de porter la fourragère. Il y a eu au moins 5 condamnations à mort (4 au 133 et 1 au 23), suivies d'exécutions, 3 à des travaux forcés à perpétuité, 4  à   20 ans de travaux forcés, 3  à   10 ans et 3  à   5 ans ; au total, il semble que 9 condamnations (y compris les peines de mort) ont été prononcées au 133 et 70 au 23. en juin et juillet 1917.
Le 133e régiment d'infanterie fut "disloqué" à Somme-Tourbe dans la Marne. Il alla se reconstituer dans la région de Chalons sur Marne d'où il monta en première ligne dans le secteur des Hurlus (extrait du "Livre d'Or du Bugey" paru en 1921).
Le 27 juin, le lieutenant-colonel Baudrand était remplacé par le lieutenant-colonel Kiffer.

#### 1918

Sapeurs-mineurs du vers novembre 1918.

- Lorraine, Bataille de La Marne (juillet), Bataille de Belgique (septembre à novembre).

#### Décorations

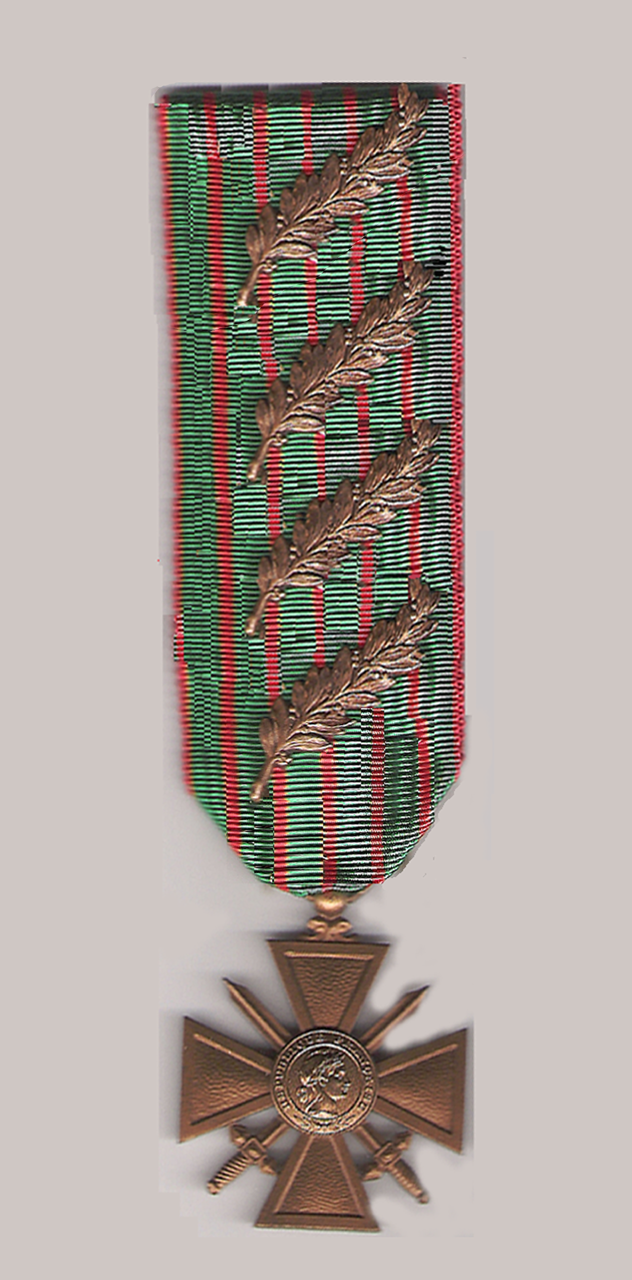
Croix de guerre 1914-1918 avec quatre palmes.

Le 133e régiment d'infanterie est le premier régiment à avoir reçu la légion d'honneur et le second la médaille militaire pour faits d'armes durant la Grande Guerre
Le 133e RI a perdu 82 officiers, 2014 gradés et soldats, 5 officiers supérieurs furent faits officiers de la Légion d'honneur, 49 officiers ont reçu la croix de chevalier, 385 sous-officiers et soldats reçurent la médaille militaire. Au sujet des Bugistes du 133e, le général commandant la 7e armée a déclaré : « Les lions d'Afrique sont les rois du désert, les lions du Bugey sont les rois du champ de bataille. »

#### Entre-deux-guerres
Le 133e RI regagne Belley en août 1919.
Le régiment occupe la Sarre puis la Ruhr. Il est dissous le 10 avril 1923.

### Seconde Guerre mondiale
Le 133e régiment d'infanterie est reformé le 22 août 1939 comme régiment d'infanterie de forteresse (RIF), à partir du 1er bataillon du 153e RIF. Il est affecté à une partie de la Ligne Maginot, le sous-secteur de Kalhausen, dépendant du secteur fortifié de Rohrbach puis du secteur défensif de la Sarre.
Du 16 au 18 juin 1940, il combat sur le canal de la Marne au Rhin. Il capitule le 22 juin, à court de vivres et de munitions. Son chef de corps, le colonel Bertrand, fait brûler le drapeau. Le régiment est dissous en 1940 mais beaucoup de ses membres rejoindront les Maquis de l'Ain.

### Depuis 1945 à nos jours

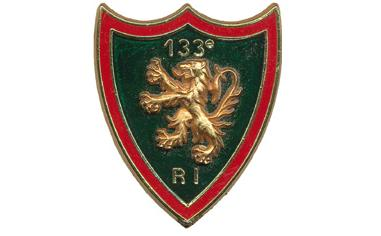
Insigne régimentaire du d’infanterie divisionnaire.

En 1963 il est recréé sous le nom de 133e régiment d'infanterie divisionnaire, il est implanté à Bourg-en-Bresse (Ain) en tant que régiment de réserve. Il est dissous en juin 1998, son drapeau rejoignant le Musée de l'Armée.

## Drapeau
Il porte, cousues en lettres d'or dans ses plis, les inscriptions suivantes :
- Wolkowisk 1812 (en)
- Kalisch 1813
- Bautzen 1813
- Leipzig 1813
- Alsace 1914
- L'Aisne 1917
- La Marne 1918
- Belgique 1918

## Décorations
Le 133e régiment d'infanterie a reçu la Légion d'honneur et la médaille militaire pour faits d'armes durant la Grande Guerre. Le 133e régiment d'infanterie a le droit au port de la Fourragère aux couleurs du ruban de la Médaille militaire décernée le 23 novembre 1918.
Il a reçu quatre citations à l'ordre de l'armée, la cravate de son drapeau est décorée de la Croix de guerre 1914-1918 avec quatre palmes.

## Insignes
L'insigne du 133e régiment d'infanterie de forteresse de 1939 montre Un lion (surnom des « lions du Bugey » donné en 1915) de profil dressé sur une dalle, avec au loin une cloche d'un ouvrage. Il est accompagné de la devise « Halte ! Les lions sont là. ».

## Personnalités ayant servi au133eRI
- Le général Joseph Jean-Nicolas Bernelle, officier de Légion étrangère français.
- Le général Boulanger, nommé Ministre de la guerre en 1886, connu pour avoir ébranlé la Troisième République.
- Le chef de bataillon Charles Barberot.
- Jules Bonnot, chef de la « bande à Bonnot ».
- Claude-Marie Boucaud, l'un des dix derniers poilus, mort le 17 mai 2005 à l'âge de 109 ans.

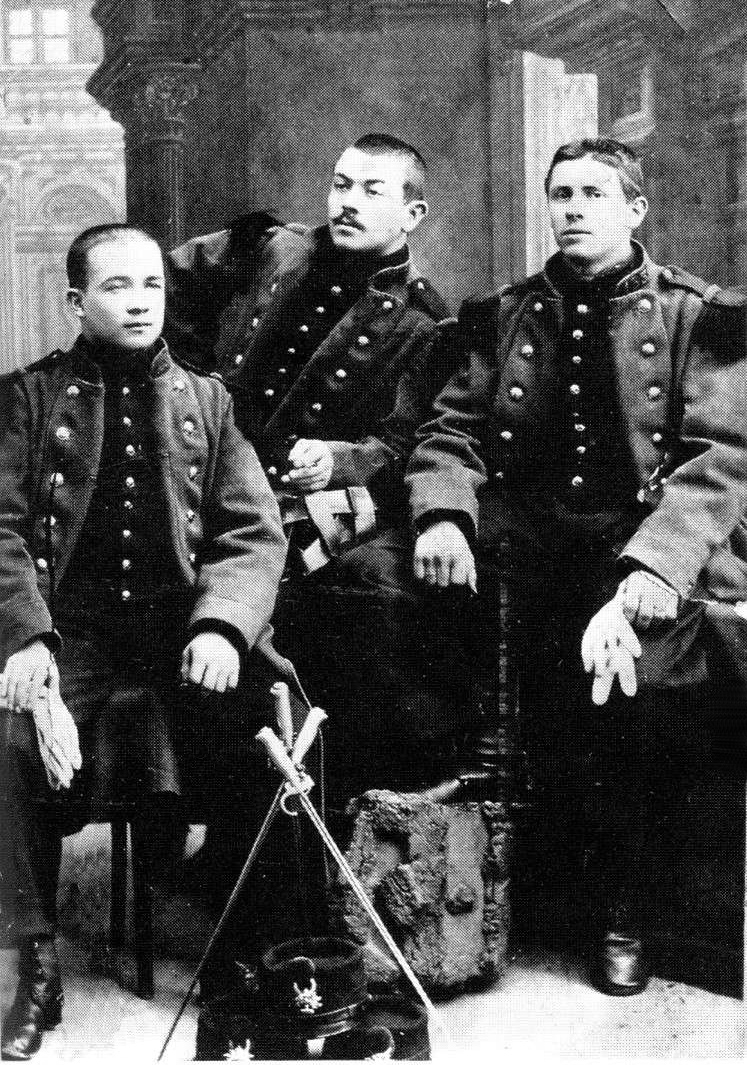
Jules Bonnot (au milieu) posant en uniforme.
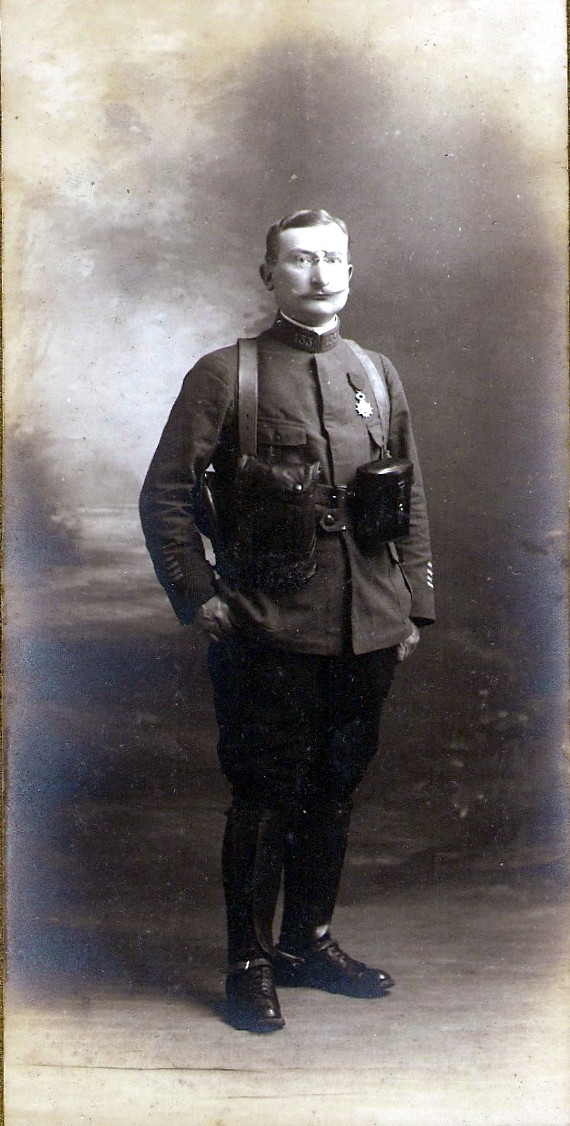
Le chef de bataillon Charles Barberot en 1915.